# دولة أوده
دَوْلَةُ أَوَدْه أو مَمْلَكَةُ أَوَدْه (بالأردية: رِیاستِ اَوَدھ)، دولة إسلاميَّة شيعيَّة أسَّسها سعادت علي خان الأول المعروف بِلقب «بُرهان المُلك» في الهند واستمرَّت قائمةً لأكثر من مائة وثلاثين سنة، وبِالتحديد من 26 يناير 1722م حتى 3 مارس 1858م. وخلال تاريخها شهدت الدَّولة ازدهارًا اقتصاديًا وسياسيًا حتى أصبحت عاصمتها لكهنؤ منارًا لِلعلم والأدب والثقافة. وقد لعبت دورًا مُهمًا في تاريخ البلاد الهنديَّة.

## التاريخ
كانت صوبة أوده واحدة من 12 سوباه اللائي كان قد أنشأهن جلال الدين أكبر خلال إصلاحاته الإدارية في 1572 - 1580. كما تم تقسيم سوباه إلى سركار (مناطق) والتي تم تقسيمها بدورها إلى برگنه أو محلات. عندما بدأت إمبراطورية المغول تتلاشى في أوائل القرن الثامن عشر، أصبحت أوده مثل العديد من بقية السوباهات، مستقلة بشكل فعال.

### النشأة

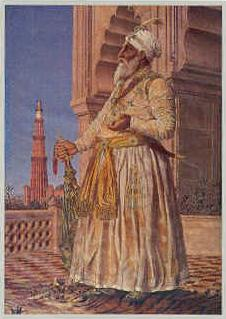
برهان الملك علي سعادت خان الأول

تم تعيين سعادت علي خان الأول نواب من الأوده في 9 أيلول 1722م ليقوم على الفور بإخضاع شيخزاداس المتمتعة بالحكم الذاتي في لكنهؤ وراجاموهان في تيلوي، وتوحيد أوده كدولة. في عام 1728م، توسعت الدولة لتستحوذ أيضًا على فاراناسي وجونبور والأراضي المحيطة بها من النبيل المغولي رستم علي خان وأنشأ تحصيلًا ثابتًا للإيرادات في تلك المقاطعة بعد الإطاحة بحاكمها مهابات خان في أعظمكره، وفي 1739 قام سادات خان بحشد المملكة للدفاع ضد غزو نادر شاه للهند، ومع انهياره في معركة كارنالحاول التفاوض مع نادر شاه لكنه توفي في دلهي.
بعد تسلم خليفته صفدر جنك الحكم قام في عام 1740 بنقل العاصمة من أيوديا إلى فيض آباد. حصل صفدر جنك على اعتراف من البلد المجاور بعد تكريمه. واصل سياسة سعادت خان التوسعية، ووعد بالحماية العسكرية للبنغال في مقابل حصون روهتاسجاره وتشونار وضم أجزاء من فاروخاباد بمساعدات عسكرية.

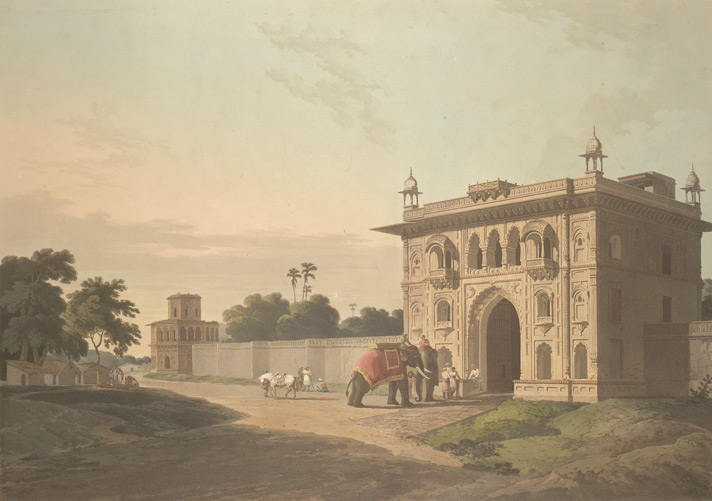
بوابات لالباغ، فيض آباد عام 1801م.

كما أكد المسؤولون الإقليميون على استقلالهم الذاتي في البنغال والدكن وكذلك مع صعود إمبراطورية ماراثا، اكد نواب أوده تدريجياً سيادتهم. حتى وصل صفدر جنك إلى حد السيطرة على حاكم دلهي واضعاً أحمد شاه بهادر على عرش المغول بالتعاون مع نبلاء المغول الآخرين. واستطاع الحصول على صوبة الله آباد عام 1748 بدعم رسمي من أحمد شاه. ويمكن القول أن هذا كان ذروة الامتداد الإقليمي لمملكة أود.
في عهد النواب التالي شجاع الدولة وسع سيطرة أوده على الإمبراطور المغولي، وتم تعيينه وزيراً والصدر الأعظم لشاه عالم الثاني عام 1762 الذي منحه الأول حق اللجوء بعد حملاته الفاشلة ضد البريطانيين في حرب البنغال.

### الاحتكاك البريطاني والسيطرة
حيث أن أوده تقع في منطقة مزدهرة، سرعان ما لاحظت شركة الهند الشرقية البريطانية الثراء الذي يعيش فيه نواب العود. في المقام الأول، سعى البريطانيون إلى حماية حدود البنغال وتجارتهم المربحة هناك؛ ليحدث التوسع المباشر في وقت لاحق.

### شجاع الدولة
ظهرت الهيمنة البريطانية في معركة بوكسار عام 1764 عندما هزمت شركة الهند الشرقية التحالف بين حاكم أوده شجاع الدولة وحاكم البنغال المخلوع مير قاسم. وكانت تلك المعركة هي نقطة التحول لنجم أوده الصاعد وكان التأثير المباشر هو الاحتلال البريطاني لقلعة تشونار والتنازل عن مقاطعات كورا والله آباد إلى الحاكم المغولي شاه عالم الثاني بموجب معاهدة بيناريس (1765). فكان على شجاع الدولة أيضًا دفع خمسة ملايين روبية كتعويض وقد تم سداد المبلغ في عام واحد. كانت النتيجة على المدى الطويل هي التدخل البريطاني في شؤون الدولة الداخلية لأوده، ومفيدة كدولة عازلة ضد المراثا.
منحت المعاهدة أيضًا التجار البريطانيين امتيازات وإعفاءات خاصة من العديد من الرسوم الجمركية مؤدياً إلى توترات للإحتكارات البريطانية المنشأة. اشترى شجاع الدولة مقاطعات كورا والله آباد في معاهدة بيناريس (1773) مع البريطانيين (الذين سيطروا بحكم الأمر الواقع على المنطقة) مقابل الروبيات وزيادة تكلفة مستأجري الشركة، والمساعدات العسكرية. لتتوسع الدولة في حرب الروهيلا الأولى.

### آصف الدولة
توصل آصف الدولة إلى نواب أوده بمساعدة بريطانية مقابل معاهدة بيناريس (1775) التي زادت التكاليف وتنازلت عن ساركارات فاراناسي وغازيبور وتشونار وجونبور. من هذا الوقت، امتثلت الأوده باستمرار لمطالب الشركة التي استمرت في المطالبة بمزيد من الأراضي والسيطرة الاقتصادية على الدولة. سعت معاهدة تشونار (1781) إلى تقليل عدد القوات البريطانية لخفض التكاليف، لكنها فشلت في هذا الإجراء بسبب عدم استقرار حكم آصف الدولة.

## الحكم اللاحق
اعتلى سعادت علي خان الثاني عرش أوده في عام 1798، ليتم تتويجه في قصر بيب في لكنهؤ ليعلن الحاكم العام للبنغال السير جون شور شخصيًا عن حكمه. زادت المعاهدة الموقعة في 21 فبراير 1798 الدعم المدفوع للبريطانيين إلى 70 ألف روبية في السنة. أبرم البريطانيون معاهدة مع المملكة، تم بموجبها التنازل عن نصف ممتلكاتها لشركة الهند الشرقية مقابل الحماية البريطانية الدائمة من جميع الاضطرابات والتهديدات الداخلية والخارجية.
في ضوء الحروب النابليونية والمطالب البريطانية للحصول على إيرادات أكبر من الشركة، تنازل سعادت علي خان الثاني عام 1801 عن روهيلخاند ودواب السفلي بالكامل بالإضافة إلى ساركار جوراخبور تحت ضغط اللورد ويليسلي إلى البريطانيين بدلاً من جزية سنوية. خفض التنازل حجم النظام السياسي إلى النصف، وحاصرها من قبل الأراضي البريطانية الخاضعة للإدارة المباشرة. كما نصت المعاهدة على تشكيل حكومة تخدم في المقام الأول مواطني مملكة أوده. على أساس عدم تلبية هذا المطلب، برر البريطانيون لاحقًا ضم أوده. لم يتم ضم فروخاباد ورامبور من قبل البريطانيين بعد ؛ بدلاً من ذلك ، عملوا كولايات أميرية منفصلة في الوقت الحالي. لتصبح أوده محمية بريطانية

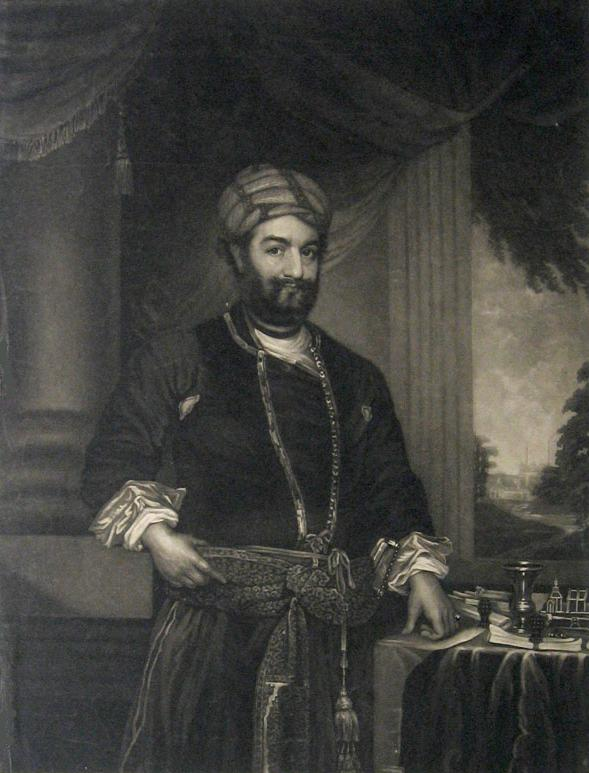
يمين الدولة سعادت علي خان الثاني

## التتويج الملكي
في عام 1816 خلال حرب النيبال أقرض غازي الدين شاه مبلغ 1 كرور روبية لبريطانيا، جعل ذلك شركة الهند الشرقية تقوم ببعض التعديلات الإقليمية من أجل تصفية القرض. وقاموا بالتنازل له عن منطقتي نوابكنج وكرايجنك، جنبًا إلى جنب مع أراضي تيراي المأخوذة من نيبال، واستولوا على هانديا أو كيواي.
ليعلن غازي الدين حيدر شاه نفسه ملكاً لدولة أوده ويتم تتويجه بإسم بادشاه آي أوده اي ملك الأوده بتاريخ 19 تشرين الأول 1818، وتم سك النقود بإسمه، إعتقد مركيز هاستينغز أن وجود غازي حيدر شاه كملك لأوده سيكون ثقلاً موازياً لإمبراطور دلهي.
وعلى الرغم من أن غازي الدين وخلفائه الأربعة كانوا جميعًا ملوكًا فخاريًا، إلا أن حكمهم يتم التحدث عنه بشكل أكثر شيوعًا من قبل البعض "نوابي" أكثر من كونهم "شاه". خلف غازي شاه بعد مماته أربعة 4 ملوك هم ناصر الدين حيدر شاه ومحمد علي شاه وأمجد علي شاه ومن يم واجد علي شاه.

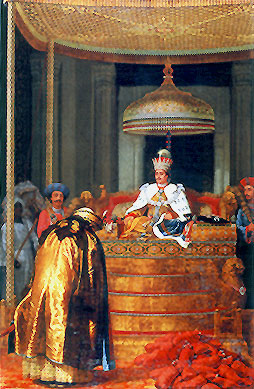
ملك أوده غازي الدين حيدر شاه يتسلم جزية

## الحكومات
تالقدارات –جارجانا – أو العقارات الإقطاعية للأوده:
- عقار بالرامبور
- ولاية بيناريس
- عقار بهادري
- عقار إيتاونجا
- نانباره تالقدار
- عقار براتاغر
- ولاية تولسيبور
- تالقدار كورا

## الملك الأخير
بتاريخ 7 شباط 1856 بأمر من اللورد دالهوزي قائد شركة الهند الشرقية، تمت الإطاحة بملك أوده (واجد علي شاه)، وضمت مملكتها إلى شركة الهند الشرقية البريطانية بموجب شروط انقضاء أسباب سوء الحكم الداخلي المزعوم. إنتهى بذلك اللقب الملكي الذي بدأ في 19 أكتوبر 1827 في عهد النواب الأخير غازي الدين حيدر شاه.

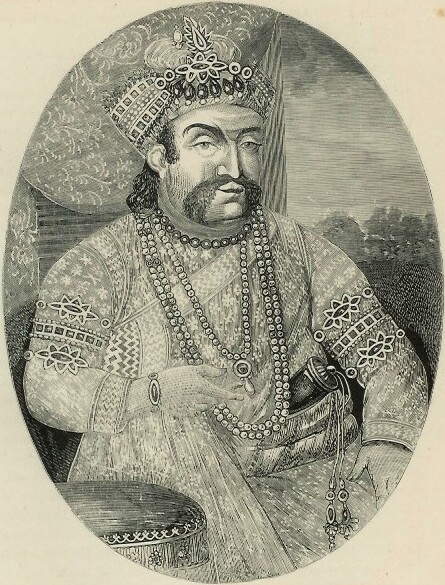
الملك الأخير واجد علي شاه

## نواب الثورة
بين 5 يوليو 1857 و3 مارس 1858 كان هناك اضطراب من قبل النواب برجيس قدر نجل الملك المخلوع - واجد علي شاه - الذي كان قد انضم إلى ثورة الهند 1857. في وقت الثورة، فقد البريطانيون السيطرة على المنطقة. أعادوا فرض سيطرتهم على مدى الأشهر الثمانية عشر التالية.

## النهاية
إنتهت دولة أوده نهائياً مع ازاحة آخر نواب أوده هو برجيس قدر بعد إستيلاء القوات البريطانية على لكنهؤ بتاريخ 1–21 آذار 1858. ليضمها البريطانيون فيما بعد على المقاطعات الشمالية الغربية.

## الثقافة
نواب أوده ينحدرون من سلالة سيد من نيسابور. كانوا مسلمين شيعة، ووضعوا الاسلام الشيعي كدين للدولة. أسس غازي الدين حيدر شاه نظام وقف أوده، كانت مدن الله آباد وفاراناسي وأيوديا مواقع حج مهمة لأتباع الهندوسية وديانات دارميك الأخرى. كانت بلدة باهاريش أيضًا تحظى بالتبجيل من قبل بعض المسلمين.

## ديموغرافيا
في أوائل القرن الثامن عشر، قدر عدد سكان أوده بـ3 ملايين نسمة. خضعت أوده لتحول ديموغرافي توسعت فيه لكنهؤ وفاراناسي لتصبحا مدينتين كبيرتين لأكثر من 200000 شخص على مدار القرن الثامن عشر على حساب أغرة ودلهي. خلال هذه الفترة، عانت الأرض الواقعة على ضفاف نهر جمنة من نوبات جفاف متكررة، في حين أن منطقة بايسوارا الشاملة للأوده لم تتعرض لذلك.

## أنظر أيضاً
نواب أوده